# Маккей, Энди
Энди Маккей (Andrew «Andy» Mackay; род. 23 июля 1946, Лоствайтл, графство Корнуолл, Великобритания) — британский мультиинструменталист, композитор.

## Жизнь и карьера
Свою карьеру музыкант начал, играя классическую музыку, однако уже в скором времени он увлекается роком. Ещё во время учёбы в «Reading University» он играл на саксофоне в ритм-энд-блюзовой группе The Nova Express, а позднее, отозвавшись на объявление Брайана Ферри в музыкальной прессе, стал участником Roxy Music. За полтора года своего существования эта группа продемонстрировала себя как одну из наиболее перспективных на британской рок-сцене, не в последнюю очередь благодаря великолепной игре на саксофоне Энди Маккея. Сам саксофонист был настолько популярен и уважаем, что в 1974 году ему была дана возможность записать сольный альбом. В своём дебютном альбоме «In Search Of Eddie Riff», который автор записал с помощью Брайана Ино, Эдди Джобсона, Пола Томпсона и Джона Портера, Маккей предложил слушателям инструментальную музыку. Альбом состоит из собственных рок-произведений музыканта, новых версий «What Becomes Of The Broken Hearted» Джимми Раффина и «The Long & Winding Road» The Beatles, а также аранжировок классической музыки — «An Die Musik» Шуберта и «Ride Of The Valkyries» Вагнера.

## Дискография

### Соло-альбомы
- In Search of Eddie Riff (1974)
- Resolving Contradictions (1978)
- SAMAS Music For The Senses (2004)

### Rock Follies
- Rock Follies (1976)
- Rock Follies of '77 (1977)

### The Explorers / Manzanera and Mackay
- The Explorers (1985)
- Crack The Whip (1988)
- Up In Smoke (Manzanera and Mackay) (1988)
- The Explorers Live at the Palace (1997)
- The Complete Explorers (2001)

### Andy Mackay & The Players
- Christmas (Players album) (1989)

### Andy Mackay & The Metaphors
- London! Paris! New York! Rome! (2009)